# 1970
Il 1970 (MCMLXX in numeri romani) è un anno  del XX secolo.

## Eventi
- Ultima uccisione documentata di una tigre del Caspio avvenuta a Uludere, nella provincia turca di Şırnak.

### Gennaio
- 1º gennaio – viene presa a riferimento la mezzanotte UTC per calcolare il tempo per i sistemi informatici Unix.
- 3 gennaio
  - Il Congo-Brazzaville adotta una nuova costituzione di stampo marxista e muta il suo nome in Repubblica Popolare del Congo.
  - Londra: i Beatles si riuniscono per l'ultima volta in uno studio di registrazione per concludere l'incisione dell'album Let it Be.
- 4 gennaio – Cina: nello Yunnan un terremoto di 7.7 gradi della scala Richter causa oltre quindicimila vittime.
- 15 gennaio
  - Nigeria: la regione secessionista del Biafra capitola.
  - Libia: Mu'ammar Gheddafi viene proclamato premier della Libia; avvierà la nazionalizzazione delle compagnie petrolifere e l'esproprio dei beni stranieri. Oltre ventimila italiani presenti sul suolo libico rientreranno in patria.
- 22 gennaio – Stati Uniti d'America: primo volo commerciale del Boeing 747 da parte della Pan Am.

### Febbraio
- 1º febbraio – Argentina: vicino a Buenos Aires un incidente ferroviario provoca la morte di 236 persone.
- 4 febbraio – Unione sovietica: inizia la costruzione della moderna città di Pryp"jat', in Ucraina, che solo 16 anni più tardi verrà evacuata in seguito al disastro di Chernobyl'.
- 5 febbraio: Mike Bongiorno presenta la prima puntata del quiz Rischiatutto.
- 10 febbraio – Francia: una valanga frana sul paese di Val-d'Isère, causando la morte di 39 persone.
- 11 febbraio – Giappone: viene lanciato nello spazio Ōsumi, il primo satellite creato dalla nazione nipponica, utilizzando il razzo vettore Lambda.
- 21 febbraio – Turchia: a Istanbul prima posa per la costruzione del Ponte sul Bosforo, che verrà terminato nel 1973.
- 23 febbraio – Guyana: viene proclamata la nascita della Repubblica nel paese sudamericano, che resta comunque membro del Commonwealth.

### Marzo
- Marzo – Cambogia: il primo ministro Lon Nol attua un colpo di Stato per destituire re Norodom Sihanouk.
- 5 marzo: entra in vigore il trattato di non proliferazione nucleare accettato da circa 100 nazioni. Non vi aderiscono Francia, India, Israele, Cina e Brasile.
- 6 marzo – Turchia: nascita del terzo governo di Süleyman Demirel
- 7 marzo – Svizzera: al Salone di Ginevra la casa automobilistica francese Citroën presenta la SM.
- 12 marzo – USA: viene abbassata da 21 a 18 anni l'età in cui si ottiene il diritto di voto.
- 15 marzo – Giappone: ad Osaka viene inaugurato l'Expo '70.
- 17 marzo – Cambogia: colpo di Stato del generale Lon Nol, mentre il re Norodom Sihanouk è in viaggio all'estero.
- 19 marzo – DDR: Il Cancelliere della Repubblica Federale Tedesca, Willy Brandt si incontra nella città di Erfurt con il presidente del Consiglio della Repubblica Democratica Tedesca Willi Stoph. È la prima tappa di riavvicinamento delle due Germanie nel quadro della Ostpolitik inaugurata da Brandt.
- 21 marzo – l'Irlanda vince l'Eurovision Song Contest, ospitato ad Amsterdam, Paesi Bassi.
- 25 marzo – primo volo commerciale del Concorde
- 31 marzo – rientra dallo spazio dopo il lancio avvenuto nel 1958, l'Explorer 1, primo satellite artificiale lanciato dagli Stati Uniti d'America.

### Aprile
- 8 aprile – Giappone: a Osaka una fuga di gas provoca l'esplosione in un cantiere della metropolitana, provocando 79 vittime.
- 9 aprile – Genova: la nave London Valour, battente bandiera britannica e carica di cromo, naufraga nella rada del porto di Genova dopo l'impatto contro la diga foranea a causa di una forte mareggiata: venti i marinai morti nell'affondamento della nave.
- 10 aprile – Londra: si scioglie il gruppo musicale dei Beatles.
- 11 aprile – Francia: una valanga uccide 74 persone, ricoverate in un sanatorio per malati di tubercolosi.
- 14 aprile – grave guasto alla navicella Apollo 13, si rischia il disastro spaziale.
- 17 aprile – USA/NASA: rientro dell'Apollo 13 con salvataggio dell'equipaggio. Paul McCartney pubblica il suo primo album da solista
- 21 aprile – lo Hutt River si proclama provincia autonoma dell'Australia, non venendo però riconosciuta a livello nazionale e internazionale.
- 21 aprile  - Austria: il socialista Bruno Kreisky diventa cancelliere e ricoprirà tale carica fino al 1983.
- 22 aprile – Lussemburgo: i 6 stati della CEE firmano il Trattato di Lussemburgo.
- 24 aprile – Cina: viene lanciato in orbita il primo satellite artificiale della nazione asiatica, il Dong Fang Hong 1.
- 30 aprile – USA: il presidente Richard Nixon annuncia che truppe statunitensi prendono parte alle azioni militari avviate in Cambogia dalle forze sudvietnamite per bloccare le infiltrazioni delle truppe del Vietnam del Nord.

### Maggio
- Maggio – Germania Ovest: il cancelliere Willy Brandt compie viaggi verso l'est europeo, prima in Unione sovietica e poi in Polonia; è l'inizio della Ostpolitik.
- 4 maggio – USA: Nel campus della Kent State University in Ohio, durante una protesta, la Guardia nazionale degli Stati Uniti apre il fuoco sui dimostranti. Quattro studenti vengono uccisi.
- 8 maggio – esce Let It Be, l'ultimo album dei Beatles.
- 9 maggio – Stati Uniti d'America: a Washington oltre centomila dimostranti si riuniscono per dimostrare contro la guerra in Vietnam.
- 14 maggio
  - Germania Federale: nasce il gruppo armato comunista Raf (Rote Armee Fraktion), nelle cui file militano Andreas Baader e Ulrike Meinhof.
  - Stati Uniti d'America: nello Stato del Mississippi la dura protesta degli studenti della Jackson State University viene interrotta dall'intervento della polizia. Al termine degli scontri si contano due vittime tra i dimostranti.
- 17 maggio – Thor Heyerdahl inizia il viaggio che lo conduce ad attraversare l'Atlantico su una zattera di canne di papiro chiamata Ra II.
- 20 maggio – Italia: è approvato lo statuto dei lavoratori (legge 300), la legge che sancisce i diritti dei dipendenti sul luogo di lavoro.
- 31 maggio
  - Perù: un forte terremoto colpisce la città di Yungay, provocando 70.000 vittime.
  - Messico: prende il via il Mondiale di calcio

### Giugno
- 1º giugno – Unione Sovietica: presso il cosmodromo di Bajkonur viene lanciata nello spazio la Sojuz 9, con due membri di equipaggio.
- 4 giugno – le isole Tonga, già protettorato britannico, ottengono la piena indipendenza.
- 11 giugno – Stati Uniti d'America: Anna Mae Hays diventa la prima donna ad essere nominata generale.
- 17 giugno – Partita del secolo tra Italia e Germania Ovest ai mondiali messicani. Vince l'Italia 4 a 3.
- 18 giugno
  - Argentina: il generale Roberto Marcelo Levingston si proclama presidente della nazione, dopo la deposizione militare del predecessore, Juan Carlos Onganía.
  - Regno Unito: elezioni generali che vedono la vittoria del Partito conservatore. Edward Heath diventa primo ministro.
- 21 giugno – L'Italia perde la finale dei mondiali messicani contro il Brasile per 4 a 1.
- 27 giugno – Reinhold Messner e suo fratello Günther Messner conquistano la cima del Nanga Parbat salendo dalla parete sud ancora inviolata. Durante la discesa Gunther muore.

### Luglio
- 5 luglio – Canada: un velivolo dell'Air Canada si schianta al suolo dell'Aeroporto Internazionale di Toronto-Pearson durante la fase di atterraggio. Tutti gli occupanti dell'aereo, 109, muoiono nell'impatto.
- 11 luglio – inaugurato il primo tunnel nei Pirenei. Unisce i paesi francesi di Aragnouet e spagnolo di Bielsa.
- 12 luglio – Thor Heyerdahl arriva alle Barbados, avendo attraversato l'Oceano Atlantico con l'imbarcazione "Ra II" costruita con carta di papiro.
- 14 luglio – scoppia a Reggio Calabria una vera e propria rivolta (i moti di Reggio) che durerà due mesi.
- 19 luglio – Cecoslovacchia: a Brno il ventottenne Giacomo Agostini vince il suo ottavo titolo mondiale, il quinto nella classe "500", nel Motomondiale 1970.
- 21 luglio – Egitto: viene terminata la costruzione della diga di Assuan, iniziata nel 1960.
- 23 luglio – Il giovane principe Qabus diventa il nuovo sultano di Mascate e Oman dopo aver rovesciato suo padre, Sa'id bin Taymur, con un colpo di palazzo incruento.
- 27 luglio – Portogallo: muore il dittatore António de Oliveira Salazar, al potere dal 1932. Gli succede Marcello Caetano.
- 31 luglio – Irlanda del Nord: a Belfast, nel corso di violenti scontri, i soldati inglesi fanno uso per la prima volta di una nuova arma, i proiettili di plastica; un militante cattolico viene comunque ucciso.

### Agosto
- Agosto – Stati Uniti d'America: viene istituito il premio Steele, assegnato ogni anno per ricerche matematiche ritenute eccezionali.
- 12 agosto – Germania Ovest e Unione Sovietica siglano il Trattato di Mosca.
- 17 agosto – la sonda spaziale sovietica Venera 7 viene lanciata verso Venere dove giunge a dicembre.
- 26 agosto – Isola di Wight: oltre mezzo milione di giovani si riunisce per assistere al Festival dell'Isola di Wight, all'interno del quale suonano Jimi Hendrix, The Doors, Miles Davis e molti altri artisti.

### Settembre
- 1º settembre – Giordania – attentato fallito contro Husayn di Giordania. Si apre così quello che sarà chiamato dai palestinesi il Settembre Nero.
- 3-6 settembre – le forze israeliane si scontrano con i guerriglieri palestinesi nel Libano del sud.
- 4 settembre – Cile: Salvador Allende vince le elezioni presidenziali e diventa capo del governo alla guida della coalizione socialista Unidad Popular.
- 6-9 settembre – dirottamenti di Dawson's Field: Nei cieli europei vengono sequestrati da terroristi palestinesi 5 voli di linea: il primo dirottamento fallisce e costa la vita a uno dei dirottatori mentre l’altra è arrestata nell’aeroporto di Heathrow; gli altri 4 finiscono nel vecchio campo di aviazione inglese di Dawson’s Field in Giordania, dove vengono fatti saltare in aria dai dirottatori dopo aver liberato tutti i passeggeri.
- 7 settembre – Valley Forge, Pennsylvania: dimostrazioni anti-guerra presenziate da John Kerry, Jane Fonda e Donald Sutherland.
- 9 settembre – Guinea: lo Stato africano riconosce la Germania Est.
- 10 settembre – Stati Uniti d'America: la Chevrolet introduce sul mercato la Vega.
- 11 settembre – Italia: un tornado tra Padova e Venezia causa 36 morti e oltre 500 feriti
- 12 settembre – Unione Sovietica: lanciata nello spazio Luna 16, la prima sonda robotica ad atterrare sulla Luna.
- 13 settembre – Stati Uniti d'America: a New York prende il via la prima edizione della Maratona di New York.
- 16 settembre - Palermo Scompare il giornalista del quotidiano L'Ora Mauro De Mauro, il corpo non sarà mai più ritrovato.
- 17 settembre – Giordania: dopo aver dichiarato, il giorno prima, la legge marziale, il re Husayn ordina l’attacco delle sedi delle organizzazioni palestinesi presenti ad Amman.
- 18 settembre – Londra: viene ritrovato il cadavere di Jimi Hendrix.
- 20 settembre - Giordania: le forze armate siriane valicano il confine giordano. Il dispiegamento militare americano e israeliano a favore del re Husayn di Giordania vanifica il piano di intervento siriano.
  - La sonda sovietica "Luna 16" alluna.
- 23 settembre – Stati Uniti d'America: a Houston si tiene la prima edizione del Virginia slims di tennis.
- 27 settembre
  - Italia: visita del presidente USA Richard Nixon. Il suo arrivo provoca numerose manifestazioni contro la guerra in Vietnam.
  - Il Cairo: Conferenza per arrestare il conflitto tra i palestinesi e il re di Giordania.
- 28 settembre – Egitto: muore il presidente Nasser; al potere sale il suo vice, Anwar Sadat.
- 29 settembre – Stati Uniti d'America: il Congresso autorizza il presidente Nixon, alla vendita di armi ad Israele.

### Ottobre
- Esce su Scientific American n. 223 l'articolo di John Conway sul gioco della vita.
- 3 ottobre
  - Libano: il governo di Rashid Karame rassegna le dimissioni.
  - Stati Uniti d'America: viene fondato il National Oceanic and Atmospheric Administration.
- 4 ottobre
  - Bolivia: colpo di Stato organizzato dall'esercito
  - Stati Uniti d'America: a Los Angeles viene trovato, nella sua stanza di albergo, il corpo senza vita della cantante Janis Joplin.
- 5 ottobre - Montréal (Canada), Il commissario britannico al commercio James Cross viene rapito da membri del gruppo terroristico Fronte di Liberazione del Québec (FLQ).
  - Stati Uniti d'America: iniziano le trasmissioni dell'azienda di radiodiffusione pubblica PBS.
- 6 ottobre
  - Bolivia: il presidente Alfredo Ovando Candia viene deposto.
  - Unione Sovietica: visita di stato del presidente francese Georges Pompidou.
- 7 ottobre
  - Italia: Alluvione di Genova causa 35 morti e 8 dispersi
  - Bolivia: il nuovo presidente dello Stato è Juan José Torres.
  - Libia: il colonnello Gheddafi che in luglio aveva proceduto alla confisca dei loro beni, ordina l’espulsione di 20.000 italiani presenti nel paese dagli gli anni in cui era colonia italiana, da eseguirsi entro il 15 del mese.
- 10 ottobre – le Isole Figi ottengono l'indipendenza nell'ambito del Commonwealth delle nazioni.
- 12 ottobre – Stati Uniti d'America: il presidente Nixon annuncia il ritiro di oltre 40.000 soldati dal Vietnam prima di Natale.
- 13 ottobre
  - Stati Uniti d'America: viene arrestata Angela Davis, già assistente del filosofo Herbert Marcuse e militante delle Black Panthers.
  - Il Canada stabilisce relazioni diplomatiche con la Repubblica Popolare Cinese.
  - Libano: Sa'eb Salam è il nuovo capo del governo
- 14 ottobre – Cina: presso il lago di Lop Nur viene condotto un test nucleare.
- 15 ottobre – Anwar al-Sadat succede in Egitto al presidente Gamal Abd el-Nasser, morto poche settimane prima.
- 17 ottobre
  - Turchia: esplode un'epidemia di colera ad Istanbul.
  - Canada: viene ritrovato nel bagagliaio di una macchina il corpo senza vita di Pierre Laporte, rapito ed ucciso dal Fronte di Liberazione del Québec.
- 20 ottobre – Unione Sovietica: dal cosmodromo di Bajkonur viene lanciata la sonda Zond 8.
- 22 ottobre – Cile: a Santiago viene colpito il generale René Schneider che muore tre giorni dopo.
- 24 ottobre – Cile: Salvador Allende viene eletto presidente della Repubblica.
- 26 ottobre – Stati Uniti d'America: debutto della striscia a fumetti Doonesbury, creata da Garry Trudeau.
- 31 ottobre – Giordania: Yasser Arafat decide di smantellare le postazioni militari in Giordania, aprendo all'interno dell'OLP un fronte di dissenso contro il leader di Fatah

### Novembre
- 2 novembre – Tunisia: Hédi Nouira, filoamericano, sostituisce Bahi Ladgham alla guida del governo.
- 3 novembre – Cile: Si insedia il nuovo governo della Repubblica Cilena presieduto dal socialista Salvador Allende.
- 4 novembre – Guerra del Vietnam: gli USA prendono il controllo della base aerea presso il delta del Mekong, nel Vietnam del Sud.
- 6 novembre – Italia: lo Stato italiano riconosce la Repubblica Popolare Cinese. Rottura dei rapporti diplomatici tra l'Italia e Taiwan.
- 8 novembre – Egitto, Libia e Siria annunciano l'intenzione di formare una confederazione.
- 8-13 novembre - Il ciclone tropicale "Bhola" sconvolge il Bengala provocando circa 300.000-500.000 vittime e rappresentando una delle più gravi catastrofi umanitarie a livello mondiale.
- 9 novembre – Unione sovietica: l'Agenzia spaziale russa lancia nello spazio il Luna 17.
- 12 novembre – Cile: il governo cileno di Unidad Popular ristabilisce le relazioni diplomatiche con Cuba.
- 13 novembre – Siria: Hafiz al-Asad promuove la "rivoluzione correttiva" all'interno del partito Ba'th.
- 14 novembre – l'Unione Sovietica entra a far parte dell'Organizzazione internazionale dell'aviazione civile.
- 16 novembre – primo volo del Lockheed L-1011 TriStar.
- 17 novembre – Stati Uniti d'America: inizia il processo a William Calley, imputato come responsabile del massacro di My Lai in Vietnam.
- 25 novembre – Giappone: Lo scrittore Yukio Mishima si suicida in diretta televisiva.
- 26 novembre – Papa Paolo VI si reca in viaggio in Asia orientale. Durante il viaggio, il pontefice è bersaglio nelle Filippine di un attentato da parte di uno squilibrato munito di pugnale.
- 29 novembre – Costa d'Avorio: Félix Houphouët-Boigny viene rieletto per la terza volta presidente. Il suo governo autoritario, che non tollera nessuna forma d'opposizione, è duramente contestato da agitazioni studentesche, represse dalla polizia.

### Dicembre
- 1º dicembre
  - Italia: è approvata la legge 898 "Fortuna-Baslini" che introduce in Italia il divorzio. Entrerà in vigore il 18 dicembre.
  - Luis Echeverría diviene presidente del Messico.
- 7 dicembre
  - Polonia: in occasione della firma del Trattato di Varsavia, che stabilisce il riconoscimento reciproco della linea Oder-Neisse quale linea di demarcazione tra la Polonia e le due Germanie, il cancelliere tedesco Willy Brandt visita il vecchio ghetto ebraico e si inginocchia davanti al memoriale che ricorda la rivolta del ghetto di Varsavia.
  - Roma: fallisce nella notte il golpe Borghese, ovvero il tentativo di colpo di Stato organizzato dal principe Junio Valerio Borghese, esponente dell'estrema destra eversiva.
- 17 dicembre – Polonia: Una serie di scioperi nel nord del paese contro l’aumento dei prezzi di prodotti alimentari viene duramente repressa. A Gdynia vengono uccisi circa 40 manifestanti e i tentativi di nascondere il massacro non evita ulteriori proteste in tutto il paese.
- 20 dicembre – Polonia: Al fine di placare il dilagare delle proteste in tutto il paese, in accordo con i sovietici,  segretario del POUP Gomulka si dimette ed è sostituito da Edward Gierek.
- 31 dicembre – Londra: Paul McCartney si rivolge a un tribunale per sciogliere definitivamente i Beatles.

## Nati
Ci sono circa 4 270 voci su persone nate nel 1970; vedi la pagina Nati nel 1970 per un elenco descrittivo o la categoria Nati nel 1970 per un indice alfabetico.

## Morti
Ci sono circa 1 160 voci su persone morte nel 1970; vedi la pagina Morti nel 1970 per un elenco descrittivo o la categoria Morti nel 1970 per un indice alfabetico.

## Calendario
| Calendario 1970 | Calendario 1970 | Calendario 1970 | Calendario 1970 | Calendario 1970 | Calendario 1970 | Calendario 1970 | Calendario 1970 | Calendario 1970 | Calendario 1970 | Calendario 1970 | Calendario 1970 | Calendario 1970 | Calendario 1970 | Calendario 1970 | Calendario 1970 | Calendario 1970 | Calendario 1970 | Calendario 1970 | Calendario 1970 | Calendario 1970 | Calendario 1970 | Calendario 1970 | Calendario 1970 | Calendario 1970 | Calendario 1970 | Calendario 1970 | Calendario 1970 | Calendario 1970 | Calendario 1970 | Calendario 1970 | Calendario 1970 | Calendario 1970 |
| --------------- | --------------- | --------------- | --------------- | --------------- | --------------- | --------------- | --------------- | --------------- | --------------- | --------------- | --------------- | --------------- | --------------- | --------------- | --------------- | --------------- | --------------- | --------------- | --------------- | --------------- | --------------- | --------------- | --------------- | --------------- | --------------- | --------------- | --------------- | --------------- | --------------- | --------------- | --------------- | --------------- |
|                 | 1               | 2               | 3               | 4               | 5               | 6               | 7               | 8               | 9               | 10              | 11              | 12              | 13              | 14              | 15              | 16              | 17              | 18              | 19              | 20              | 21              | 22              | 23              | 24              | 25              | 26              | 27              | 28              | 29              | 30              | 31              |                 |
| Gennaio         | Gi              | Ve              | Sa              | Do              | Lu              | Ma              | Me              | Gi              | Ve              | Sa              | Do              | Lu              | Ma              | Me              | Gi              | Ve              | Sa              | Do              | Lu              | Ma              | Me              | Gi              | Ve              | Sa              | Do              | Lu              | Ma              | Me              | Gi              | Ve              | Sa              |                 |
| Febbraio        | Do              | Lu              | Ma              | Me              | Gi              | Ve              | Sa              | Do              | Lu              | Ma              | Me              | Gi              | Ve              | Sa              | Do              | Lu              | Ma              | Me              | Gi              | Ve              | Sa              | Do              | Lu              | Ma              | Me              | Gi              | Ve              | Sa              |                 |                 |                 |                 |
| Marzo           | Do              | Lu              | Ma              | Me              | Gi              | Ve              | Sa              | Do              | Lu              | Ma              | Me              | Gi              | Ve              | Sa              | Do              | Lu              | Ma              | Me              | Gi              | Ve              | Sa              | Do              | Lu              | Ma              | Me              | Gi              | Ve              | Sa              | Do              | Lu              | Ma              |                 |
| Aprile          | Me              | Gi              | Ve              | Sa              | Do              | Lu              | Ma              | Me              | Gi              | Ve              | Sa              | Do              | Lu              | Ma              | Me              | Gi              | Ve              | Sa              | Do              | Lu              | Ma              | Me              | Gi              | Ve              | Sa              | Do              | Lu              | Ma              | Me              | Gi              |                 |                 |
| Maggio          | Ve              | Sa              | Do              | Lu              | Ma              | Me              | Gi              | Ve              | Sa              | Do              | Lu              | Ma              | Me              | Gi              | Ve              | Sa              | Do              | Lu              | Ma              | Me              | Gi              | Ve              | Sa              | Do              | Lu              | Ma              | Me              | Gi              | Ve              | Sa              | Do              |                 |
| Giugno          | Lu              | Ma              | Me              | Gi              | Ve              | Sa              | Do              | Lu              | Ma              | Me              | Gi              | Ve              | Sa              | Do              | Lu              | Ma              | Me              | Gi              | Ve              | Sa              | Do              | Lu              | Ma              | Me              | Gi              | Ve              | Sa              | Do              | Lu              | Ma              |                 |                 |
| Luglio          | Me              | Gi              | Ve              | Sa              | Do              | Lu              | Ma              | Me              | Gi              | Ve              | Sa              | Do              | Lu              | Ma              | Me              | Gi              | Ve              | Sa              | Do              | Lu              | Ma              | Me              | Gi              | Ve              | Sa              | Do              | Lu              | Ma              | Me              | Gi              | Ve              |                 |
| Agosto          | Sa              | Do              | Lu              | Ma              | Me              | Gi              | Ve              | Sa              | Do              | Lu              | Ma              | Me              | Gi              | Ve              | Sa              | Do              | Lu              | Ma              | Me              | Gi              | Ve              | Sa              | Do              | Lu              | Ma              | Me              | Gi              | Ve              | Sa              | Do              | Lu              |                 |
| Settembre       | Ma              | Me              | Gi              | Ve              | Sa              | Do              | Lu              | Ma              | Me              | Gi              | Ve              | Sa              | Do              | Lu              | Ma              | Me              | Gi              | Ve              | Sa              | Do              | Lu              | Ma              | Me              | Gi              | Ve              | Sa              | Do              | Lu              | Ma              | Me              |                 |                 |
| Ottobre         | Gi              | Ve              | Sa              | Do              | Lu              | Ma              | Me              | Gi              | Ve              | Sa              | Do              | Lu              | Ma              | Me              | Gi              | Ve              | Sa              | Do              | Lu              | Ma              | Me              | Gi              | Ve              | Sa              | Do              | Lu              | Ma              | Me              | Gi              | Ve              | Sa              |                 |
| Novembre        | Do              | Lu              | Ma              | Me              | Gi              | Ve              | Sa              | Do              | Lu              | Ma              | Me              | Gi              | Ve              | Sa              | Do              | Lu              | Ma              | Me              | Gi              | Ve              | Sa              | Do              | Lu              | Ma              | Me              | Gi              | Ve              | Sa              | Do              | Lu              |                 |                 |
| Dicembre        | Ma              | Me              | Gi              | Ve              | Sa              | Do              | Lu              | Ma              | Me              | Gi              | Ve              | Sa              | Do              | Lu              | Ma              | Me              | Gi              | Ve              | Sa              | Do              | Lu              | Ma              | Me              | Gi              | Ve              | Sa              | Do              | Lu              | Ma              | Me              | Gi              |                 |

## Premi Nobel
- per la pace: Norman Borlaug
- per la letteratura: Aleksandr Isaevič Solženicyn
- per la medicina: Julius Axelrod, Ulf Von Euler, Bernard Katz
- per la fisica: Hannes Alfvén, Louis Néel
- per la chimica: Luis Federico Leloir
- per l'economia: Paul A. Samuelson

## Arti

### Cinema
- Airport (Airport) di George Seaton (5 marzo 1970, USA)
- Anonimo veneziano di Enrico Maria Salerno (30 settembre 1970, Italia)
- Due bianchi nell'Africa nera di Bruno Corbucci (28 ottobre 1970, Italia)
- Gli Aristogatti (The AristoCats) di Wolfgang Reitherman (11-24 dicembre 1970, USA)
- I cannibali di Liliana Cavani (Italia)
- I due maggiolini più matti del mondo di Giuseppe Orlandini (29 agosto 1970, Italia)
- I due maghi del pallone di Mariano Laurenti (2 dicembre 1970, Italia)
- Indagine su un cittadino al di sopra di ogni sospetto di Elio Petri (9 febbraio 1970, Italia)
- L'uccello dalle piume di cristallo di Dario Argento (19 febbraio 1970, Italia)
- La collera del vento di Mario Camus (Italia/Spagna, 4 dicembre 1970)
- Lo chiamavano Trinità... di Enzo Barboni (22 dicembre 1970, Italia)
- Ma chi t'ha dato la patente? di Nando Cicero (28 agosto 1970, Italia)
- Papà Natale e i due orsetti prodotto da Ellman Film Enterprises, con la collaborazione di Key Industries Ltd e Tony Benedict Productions
- Satiricosissimo di Mariano Laurenti (21 gennaio 1970, Italia)
- W le donne di Aldo Grimaldi (4 settembre 1970, Italia)
- L'anno del sole quieto di Krzysztof Zanussi

### Letteratura
- Dentro e fuori di Nello Saito (Premio Viareggio)
- Di certe cose che dette in versi suonano meglio che in prosa di Nelo Risi (Premio Viareggio)
- I disperati del benessere (Viaggio in Svezia) di Mario Soldati, Milano, Mondadori 1970
- Il meglio di Mario Soldati, Milano, Longanesi, 1970
- L'attore di Mario Soldati, Milano, Mondadori 1970 (Premio Campiello)
- Le stelle fredde di Guido Piovene, Milano 1970 (Premio Strega)

### Musica
Album
- Io l'ho fatto per amore – Nada Malanima
- La buona novella – Fabrizio De André
- Let It Be – The Beatles
- Mina canta o Brasil – Mina
- Nicola Di Bari – Nicola Di Bari (giugno 1970)
- ...quando tu mi spiavi in cima a un batticuore... – Mina

Singoli
- Bugiardo e incosciente / Una mezza dozzina di rose – Mina (febbraio 1970)

Eventi musicali
- Festival di Sanremo (XX edizione)
- Festival dell'Isola di Wight (III edizione)

## Sport
- 31 gennaio, Roma – Bruno Arcari conquista il titolo WBC dei pesi superleggeri, battendo il filippino Pedro Adigue;
- Febbraio, USA – Viene modificato il regolamento del Super Bowl: a partire dall'edizione 1971, la finale è giocata tra i vincitori dell'AFC e della NFC;
- 12 aprile, Cagliari – Il Cagliari di Gigi Riva vince il suo primo Scudetto, assicurandosi matematicamente il primo posto nel campionato 1969-70;
- 26 maggio, Milano – Il Feyenoord vince la Coppa Campioni: è la prima volta che la coppa viene conquistata da una società olandese;
- 17 giugno, Città del Messico – All'Estadio Azteca, Italia e Germania Ovest danno vita alla partita del secolo (l'Italia vincerà per 4-3 nei tempi supplementari);
- 21 giugno, Città del Messico – Il Brasile si laurea campione mondiale, sconfiggendo per 4-1 l'Italia: essendo alla terza affermazione, la Nazionale sudamericana riceve in premio la Coppa Jules Rimet;
- 7 novembre, Inghilterra – L'Australia vince la Coppa del Mondo di rugby a 13.